# ٴا
Hamza élevée alif est une lettre additionnelle de l’alphabet arabe utilisée dans l’écriture du kazakh en Chine.

## Représentations informatiques
Le hamza élevée alif peut être représenté avec les caractères Unicode suivant:
| représentations | chaînes de caractères | points de code | descriptions                                | Notes                                                                                               |
| --------------- | --------------------- | -------------- | ------------------------------------------- | --------------------------------------------------------------------------------------------------- |
| ٴا              | ٴا                    | U+0674 U+0627  | lettre arabe hamza élevée lettre arabe alif | Caractères recommandés, ordre du hamza élevée avant l’alif                                          |
| ٵ               | ٵ                     | U+0675         | lettre arabe hamza élevée alif              | Caractère non recommandé, ordre du hamza élevée après l’alif dans la décomposition de compatibilité |